# Прогрессивно-социалистическая партия Азербайджана
Прогрессивно-социалистическая партия Азербайджана (азерб. Azərbaycan Mütərəqqi Sosialist Partiyası, англ. Azerbaijan Progressive Socialist Party) была создана под названием Социалистическая партия Азербайджана в марте-апреле 2008 года после развала Коммунистической партии Азербайджана (КПА), которую в своё время возглавлял Рамиз Ахмедов (умер 10 сентября 2007 г.).
Крыло КПА, возглавлявшееся бывшим председателем КПА (с 14 октября 2007 г. по 26 января 2008 г.) Рустамом Шахсуваровым, приняло решение образовать новую Социалистическую партию Азербайджана (СПА). Была образована инициативная группа, позже преобразованная во Временный Центральный Исполнительный Комитет (ВЦИК) СПА. Рустам Шахсуваров был избран председателем ВЦИК СПА на его заседании 1 мая 2008 г. СПА (с 11 декабря 2008 г. работающая под названием Прогрессивно-социалистическая партия Азербайджана (ПСПА), придерживается достаточно широкой левой социалистической платформы и объединяет в своих рядах социалистов, коммунистов и левых евразийцев. ПСПА имела свои Интернет ресурсы, также свои действия с ПСПА также координировала независимая экспертная группа «Левые социалисты Азербайджана», которая, как и ПСПА, возглавлялась Рустамом Шахсуваровым.
ПСПА и независимая экспертная группа «Левые социалисты Азербайджана» выступают сторонниками социальной справедливости, интернационализма, патриотизма, антиимпериализма, антилиберализма, а также политической, экономической и культурной интеграции народов на пространстве бывшего СССР (Евразии).